# Athol (Massachusetts)
Athol és una població dels Estats Units a l'estat de Massachusetts. Segons el cens del 2000 tenia 11.299 habitants.

## Demografia
Segons el cens del 2000, Athol tenia 11.299 habitants, 4.487 habitatges, i 2.970 famílies. La densitat de població era de 133,9 habitants per km².
Dels 4.487 habitatges en un 31,6% hi vivien nens de menys de 18 anys, en un 49,1% hi vivien parelles casades, en un 12,1% dones solteres, i en un 33,8% no eren unitats familiars. En el 28,4% dels habitatges hi vivien persones soles el 12,9% de les quals corresponia a persones de 65 anys o més que vivien soles. El nombre mitjà de persones vivint en cada habitatge era de 2,46 i el nombre mitjà de persones que vivien en cada família era de 3.
Per edats la població es repartia de la següent manera: un 25,4% tenia menys de 18 anys, un 7,9% entre 18 i 24, un 27,9% entre 25 i 44, un 21,6% de 45 a 60 i un 17,2% 65 anys o més.
L'edat mediana era de 39 anys. Per cada 100 dones de 18 o més anys hi havia 88,5 homes.
La renda mediana per habitatge era de 33.475 $ i la renda mediana per família de 41.061$. Els homes tenien una renda mediana de 34.414 $ mentre que les dones 23.156$. La renda per capita de la població era de 16.845$. Entorn del 8,3% de les famílies i el 9,4% de la població estaven per davall del llindar de pobresa.